# Мшана (Сілезьке воєводство)
Мшана (пол. Mszana) — село в Польщі, у гміні Мшана Водзіславського повіту Сілезького воєводства.
Населення — 3659 осіб (2011).
У 1975-1998 роках село належало до Катовицького воєводства.

## Демографія
Демографічна структура станом на 31 березня 2011 року:
|          | Загалом | Допрацездатний вік | Працездатний вік | Постпрацездатний вік |
| -------- | ------- | ------------------ | ---------------- | -------------------- |
| Чоловіки | 1823    | 384                | 1251             | 188                  |
| Жінки    | 1836    | 358                | 1117             | 361                  |
| Разом    | 3659    | 742                | 2368             | 549                  |